# Crimen perfecto
El crimen perfecto es un crimen hecho con tal planificación y capacidad que no deja sospechas y el culpable no puede ser encontrado. El término también puede referirse al delito que no se detecta después de haberse cometido o que queda solapado porque no se reconoce como tal, de modo que no justifica una encuesta judicial o investigación. Por lo general, la criminología afirma que no existe el crimen perfecto, sino la investigación imperfecta.
En el uso tradicional, el término incluye no sólo los crímenes no resueltos. Muchos delitos quedan sin solucionar debido a la falta de recursos de la policía o la incompetencia de los investigadores. En el famoso caso de Jack el Destripador, a pesar de que se hallaron muchas pruebas, el crimen sigue sin resolverse. Muchos criminólogos y otros que estudian la investigación penal (incluyendo los novelistas) afirman que el crimen perfecto no es insoluble por la policía, sino por la capacidad de los penales.

## Diversas definiciones
Un asesinato cometido por alguien que nunca había conocido a la víctima, no tiene antecedentes penales, no se roba nada, y no le dice a nadie, puede ser un crimen perfecto. Según los crimilogistas y científicos, esta definición informal de crimen perfecto existe. Otra posibilidad es que un delito puede ser cometido en una zona de alto tránsito público, donde está presente el ADN de una gran variedad de personas, haciendo la criba de la prueba similar a "encontrar una aguja en un pajar".

## Ejemplos de la vida real
Algunos delitos, como el asesinato de la Dalia Negra, el Asesino del Zodiaco de la década de 1960, el pánico del Tylenol de 1982, el asesino de los torsos de Cleveland y el caso de Diane Suzuki en 1985 se conocen como perfectos, pero siempre queda la posibilidad de que un culpable en última instancia, sea identificado. El secuestro de un avión junto con un escape en paracaídas, como en el caso de D. B. Cooper, también puede calificarse como un crimen perfecto.
En marzo de 2009, un robo de joyas en el Kaufhaus des Westens, ubicado en Berlín, Alemania, fue descrito como cercano a un crimen perfecto, ya que a pesar de que las pruebas de ADN, la policía no pudo llevar el caso a los tribunales ya que el ADN pertenecía un par de gemelos, y ante la denegación por tanto, no pudo ser probado cuál de los dos era el criminal.
El 27 de octubre de 2009, David Swain fue declarado culpable por matar a su esposa Shelley Tyre, durante una excursión de buceo con escafandra en 1999 en Tórtola, Islas Vírgenes Británicas. La fiscalía calificó el crimen como casi perfecto, motivado por el deseo de Swain a seguir a otra mujer. No hay testigos ni pruebas de ADN de Swain vinculados con el asesinato. La acusación se basaba en gran parte de los expertos que declararon que creían que Swain atacó a Tyre desde atrás a una profundidad de 80 pies, le quitó la máscara de buceo, y cerró su suministro de aire, mientras nadaban cerca de un naufragio. La máscara de Tyre fue dañada, el portavoz de su snorkel había desaparecido, y su aleta fue encontrada en un banco de arena - todos los signos de una lucha, dijeron los testigos de la fiscalía. Inicialmente, las autoridades clasificaron la muerte como un accidente. Sin embargo, los padres de Tyre dudaban que su hija, una buceadora experimentada, se hubiera ahogado accidentalmente, y sospecharon  que su marido la había matado. Ellos recibieron US $ 3,5 millones en un juicio civil, pero Swain se declaró en quiebra y no ha abonado la cantidad. El 10 de noviembre de 2009, Swain fue condenado a 25 años de prisión por el asesinato.